# Iontové nitridování
Iontové nitridování nebo iontová nitridace je stejně jako jiné postupy nitridování podmíněna přítomností atomárního dusíku na povrchu kovu. Atomární dusík je schopen přes povrchovou absorpční vrstvičku nitridů pronikat při zvýšené teplotě do mřížky základního kovu a difundovat dále do oceli. Při iontové nitridaci jsou zpracovávané součástky uloženy izolovaně ve vakuové nádobě (recipientu) a zapojeny jako katoda. Recipient je zapojen jako anoda a udržuje se v něm snížený tlak zředěné směsi plynů potřebných pro proces nitridace. Nejčastěji je to směs dusíku a vodíku.
Charakteristickým rysem pohybu iontů ke katodě je, že nárůst jejich rychlosti a tím i kinetické energie není lineární. K prudkému nárůstu dochází až v bezprostřední blízkosti povrchu součástky v oblasti katodového úbytku napětí. To má za následek, že největší intenzita dějů probíhajících v takovém anomálním doutnavém výboji je soustředěna do úzkého pásma kolem povrchu součástky, bez ohledu na její tvar nebo vzdálenost od stěny recipientu – anody. Především v tomto pásmu dochází k štěpení molekul a k ionizaci atomů. Anomální výboj má proto plošný charakter a jeho svítící korona kopíruje povrch součástí. Bez této vlastnosti by nebylo možné průmyslové využití doutnavého výboje pro difúzní pochody tepelného zpracování.
Děje probíhající na povrchu součástky lze zjednodušeně vysvětlit takto: kladné ionty neustále bombardují povrch součástky. Při dopadu se část jejich kinetické energie promění v teplo a součástka se ohřívá. Kromě ohřívání vyrážejí dopadající ionty z povrchu oceli atomy železa a dalších prvků.
Tento jev (nazývaný odprašování nebo katodové odprašování) je nejzávažnějším dějem procesu iontové nitridace. Odprašování oxidů má za následek dokonalou depasivaci povrchu oceli a tím i zlepšení podmínek nitridace, zvláště u vysoce legovaných ocelí.
U iontové nitridace, která probíhá v silnoproudém doutnavém výboji, se dusík jako nitridační médium vyskytuje v plynné fázi ionizovaných atomů – ve formě plazmatu.